# Senecio nevadensis
Senecio nevadensis là một loài thực vật có hoa trong họ Cúc. Loài này được Boiss. & Reut. miêu tả khoa học đầu tiên năm 1852.